# بینوایان (فیلم ۱۹۵۸)
بینوایان (انگلیسی: Les Misérables) یک فیلم اقتباسی به کارگردانی ژان-پل لو شانوا و نویسندگی میشل اودیار و رنه بارژاول که محصول مشترک کشورهای فرانسه، آلمان شرقی و ایتالیا می‌باشد و در ۱۲ مارس ۱۹۵۸ به اکران عمومی درآمد. این فیلم براساس رمانی به همین نام نوشته ویکتور هوگو ساخته شده‌است و در آن ژان گابن در نقش ژان والژان ایفای نقش کرده‌است.

## گزیدهٔ بازیگران
- ژان گابن در نقش ژان والژان
- برنار بلیه در نقش ژاور
- دنیل دلورم در نقش فانتین
- بورویل در نقش تناردیه
- بتریس آلتریبا در نقش کوزت
- سرژ رجیانی
- فرنان لودو
- ژان مورا
- ژرار داریو
- امیل ژنووا
- گابریل فونتان
- ژاک مارین
- ژان-پل لو شانوا
- پالمیر لواسور
- پائول بانیفاش
- پل فور
- پالمیر لواسور
- برنار موسون